# Остров Зари
Остров Зари — остров расположенный в 6 км к юго-востоку от мыса Челюскина напротив устья реки Кунар, у берегов полуострова Челюскин. Административно относится к Таймырскому району Красноярского края. Климат арктический, морской. Остров занят полярными пустынями. Необитаем. К югу от острова располагается бухта Восточная.